# Lê Công Phước
Lê Công Phước (1901-1950) là một thương nhân và tay chơi nổi tiếng ở miền Nam những năm của thập niên 1920, 1930. Nổi tiếng với biệt danh Bạch công tử, cùng với Hắc công tử Trần Trinh Huy, Lê Công Phước để lại nhiều giai thoại về ăn chơi hoang phí. Ông còn là người có rất nhiều đóng góp cho nghệ thuật cải lương ở miền Nam khi đó và là một trong số những người chồng của Nghệ sĩ nhân dân Phùng Há.

## Tiểu sử
Bạch công tử tên thật là Lê Công Phước, còn thường gọi George Phước. Tên Bạch công tử là để phân biệt với Công tử Bạc Liêu Ba Huy, vì có nước da đen nên được gọi Hắc công tử. George Phước là con trai thứ tư của Đốc phủ Lê Công Sủng (có nguồn ghi Lê Công Sảng), người ở làng Điều Hòa, tổng Thuận Trị, quận Châu Thành, tỉnh Mỹ Tho, lúc bấy giờ thuộc trung tâm tỉnh lỵ Mỹ Tho (ngày nay thuộc phường 3, thành phố Mỹ Tho, tỉnh Tiền Giang).
Theo các tài liệu còn ghi lại thì Đốc phủ Sủng là người gốc Bình Định, khoảng thập niên 1880 vào làm quận trưởng Châu Thành, sau làm quận trưởng Chợ Gạo và định cư tại đây. Là một trong những người có thế lực trong vùng thời bấy giờ, Đốc phủ Sủng từng đại diện cho tỉnh Mỹ Tho đi dự hội chợ ở Pháp và cũng nhờ vậy Bạch Công tử được đi du học tại Pháp vào năm 1909.
Tuy nhiên, theo nhà nghiên cứu Trương Ngọc Tường thì gia đình Đốc phủ Sủng không giàu. Ông Sủng có nhiều vợ, trong đó có bà Đào Thị Linh là người ở Chợ Cũ, Mỹ Tho, có quốc tịch Pháp. Hai người kết hôn chính thức có hôn thú, nhưng nửa chừng thì chia tay nhau. Thời gian sau, khi bà Linh bị bệnh lao (bấy giờ là bệnh nan y) thì không hiểu lý do gì hai người tái hợp và kết hôn lại. Sau đó, Đốc phủ Sủng thuê một căn phố ở Sài Gòn để nuôi bà Linh. Bà Linh sau đó mất khi còn rất trẻ. Theo Điếu Cổ Hạ Kim thi tập thì đám tang bà Linh bấy giờ được tổ chức khá ầm ĩ, có lính Tây đem dàn nhạc tới đưa tiễn. Bà Linh mất để lại một gia tài lớn cho cha con ông Sủng. Về sau, ông Sủng cũng đột ngột mất không để lại di chúc. George Phước được toàn quyền thừa kế toàn bộ tài sản của cha mình để lại, do là con duy nhất của ông Sủng và bà Linh (người vợ duy nhất có hôn thú). Tổng tài sản của George Phước lúc bấy giờ được biết không dưới 1000 mẫu ruộng.

## Gánh hát Phước Cương và Huỳnh Kỳ
Vốn là người rất mê cải lương, trong thời gian ở Pháp, George Phước từng học về ngành sân khấu. Khi về nước, George Phước cùng ông Nguyễn Ngọc Cương lập gánh hát Phước Cương (tên ghép của hai người). Gánh hát quy tụ được rất nhiều đào kép nổi tiếng thời bấy giờ như Năm Phỉ, Tám Danh, Tám Mẹo... Nhưng chỉ một năm sau, George Phước tách ra và lập gánh Huỳnh Kỳ với sự tham gia của Phùng Há, Ba Vân, Năm Phỉ, Tám Du, Năm Thiện, Ba Thâu, Ba Đồng, Chín Móm, Năm Kiệt, Hai Sự, Hai Nữ, Tư Bé, Tư Hélènne... Theo nhiều tài liệu ghi lại thì đây là gánh cải lương có quy mô lớn ở vùng lục tỉnh Nam kỳ và cô đào nổi tiếng nhất của Gánh hát là cô Bảy Phùng Há, cũng chính là vợ của Bạch công tử.
Trong thời gian đó, George Phước cho xây dựng rạp hát cũng với tên Huỳnh Kỳ, bên cạnh ngôi nhà của ông tại Mỹ Tho để làm nơi gánh hát biểu diễn thường xuyên. Đến khi George Phước sạt nghiệp thì cả ngôi nhà và rạp hát đều bán lại cho ông Lê Ngọc Chiếu, một người giàu có ở vùng Chợ Gạo và rạp hát sau đó được đổi tên thành rạp Lê Ngọc. Khoảng năm 1963, ông Chiếu bán lại rạp hát cho người khác và đổi tên thành rạp Viễn Trường, đến thập niên 1980 lại được đổi tên thành rạp Mỹ Tho. Rạp hát hiện vẫn còn trên đường Đinh Bộ Lĩnh, thành phố Mỹ Tho. Còn ngôi nhà sau năm 1975 được sử dụng làm trụ sở UBND phường 3, hiện nay là trụ sở Phòng Văn hóa Thông tin và Thể thao thành phố Mỹ Tho.
Bạch Công tử đã tiêu tốn rất nhiều tiền vì sự nghiệp cải lương. Thời đó những gánh hát khác đều đi bằng ghe chèo thì Bạch Công tử lại sắm một lúc tới 3 chiếc ghe có gắn máy dùng để chở đào kép đi lưu diễn và được trang bị như là du thuyền. Theo mô tả thì chiếc đi đầu chở Bạch Công tử và Phùng Há, có lầu, phía trước có cột cờ và treo cờ vàng, biểu tượng của gánh Huỳnh Kỳ. Đào kép thì đi trên chiếc ghe thứ hai, được ngăn thành nhiều phòng, nhiều ô cửa sổ, có bếp ăn, chỗ vệ sinh... Chiếc thứ ba thì chở thầy đờn, nhân viên phục vụ và cả một đội bóng. Mỗi khi gánh hát đi tới đâu, Bạch Công tử cho đào kép lên bờ đứng xếp hàng và bắt tay xã giao với chính quyền sở tại. Sau đó thì hát bản Đoàn ca, cờ vàng được kéo lên và Bạch Công tử lấy súng lục ra đưa lên trời nổ liền mấy phát. Sau đó, trong lúc đào kép lo chuẩn bị cho đêm diễn thì đội bóng thi đấu giao hữu với đội bóng của địa phương, với mục đích thu hút khán giả tối đi xem hát. Và cho dù thắng hay thua, đội bạn cũng được chiêu đãi và mời xem hát. Nhờ lưu diễn bằng ghe nên thời đó dù ở những vùng chợ quê xa xôi như Vĩnh Kim, Ba Dừa, Cái Thia... đều có gánh hát tới. Hồi ký của nghệ sĩ Ba Vân cũng có nhắc tới việc này. Ông xem Bạch Công tử như là người ơn, vì đã có công đóng góp, tạo điều kiện cho sân khấu cải lương phát triển.
Vở tuồng ăn khách nhất của gánh Huỳnh Kỳ là Giọt máu chung tình, do Năm Thiên đóng vai Võ Đông Sơ và Phùng Há vai Bạch Thu Hà. Mỗi lần gánh hát dời đi nơi khác, Bạch Công tử lại cho kéo cờ vàng, đốt pháo và rút súng lục ra bắn. Khán giả thì đứng chen trên bờ vẫy tay chào. Không chỉ để lại dấu ấn trong lòng người dân miền sông nước, gánh Huỳnh Kỳ của Bạch Công tử còn thu hút được khán giả Sài Gòn. Trong hồi ký Nổi trôi trong ánh đèn màu, nghệ sĩ Bảy Nhiêu đã viết: "Đến 3 giờ chiều thì vé các hạng của gánh Huỳnh Kỳ đều hết. Nhiều người thất vọng đón buổi tối để mua cho được vé đêm mai". Đến năm 1930, do ảnh hưởng cuộc khủng hoảng kinh tế thế giới, đời sống người dân hết sức khó khăn, nhiều gánh cải lương buộc phải giải tán, trong đó có gánh Huỳnh Kỳ. Khoảng 5 năm sau, Bạch Công tử cho tái lập lại nhưng không gây được tiếng vang. Vì vậy ông cho giải thể, chấm dứt sự nghiệp theo cải lương.

## Cuối đời
Lúc còn hưng thịnh, Bạch công tử từng tuyên bố ông sẽ không bao giờ nhờ vả người khác. Nếu có sạt nghiệp thì ông sẽ lái xe hơi ra Vũng Tàu và chạy thẳng xuống biển để kết liễu cuộc đời. Nhiều người cho rằng gọi là "ăn chơi" nhưng thực ra Bạch Công tử cũng chỉ lo cho gánh hát. Mặc dù vậy, ông cùng với Công tử Bạc Liêu đã để lại khá nhiều giai thoại. Và trong giai đoạn đó, những người như Bạch Công tử, như thầy Năm Tú (người nhập cảng linh kiện từ Pháp về tổ chức lắp ráp và kinh doanh máy hát đĩa thời đó) đã có công trong việc phát triển cải lương ở Nam bộ. Vương Hồng Sển, trong hồi ký 50 năm mê hát của mình cũng viết: "Tôi có nhiều cảm tình riêng đối với Cậu Tư". Cải lương thất bại cũng là một trong những nguyễn nhân chính đưa ông đến bờ vực phá sản
Sau khi chia tay với Phùng Há, Bạch công từ ngày càng lún sâu vào nghiện ngập. Tài sản lần lượt bán hết, người ta thấy ông lang thang ở vườn Ông Thượng (nay là Tao Đàn, Thành phố Hồ Chí Minh). Mặc cho cơn nghiện và đói khát hành hạ, ông không hề ngửa tay xin xỏ hay nhờ vả ai.
Cuối năm 1949, ông được ông Nguyễn Hoàng Phi, mang về chăm sóc tại gia đình ông Phi ở thị trấn Chợ Gạo. Ông Phi là một điền chủ đất ở Chợ Gạo, con trai một người bạn thân của ông Lê Công Sủng, cha của Bạch công tử. Cũng có tài liệu cho rằng người chăm sóc Bạch công tử là ông Lê Hoàng Phi, người anh thứ hai của ông Lê Ngọc Chiếu. 
Vì hậu quả của nghiện ngập, Bạch công tử mất vào đầu năm 1950.
Theo ông Trương Ngọc Tường thì sau khi đã thành danh, nữ nghệ sĩ Phùng Há nhớ lại những người từng là ân nhân trước đây như thầy tuồng, đạo diễn, bà đã bỏ tiền ra xây mồ mả cho nhiều người, trong đó có việc cải táng mộ Đốc phủ Lê Công Sủng và mộ 2 người con của bà với Bạch công tử để đưa về Sài Gòn. Riêng mộ Bạch công tử thì vẫn còn tại Chợ Gạo.